# Аштаграм
Аштаграм или Астаграм (бенг. অষ্টগ্রাম, англ. Astagram) — город на востоке Бангладеш, административный центр одноимённого подокруга. Площадь города равна 2,15 км². По данным переписи 2001 года, в городе проживало 15 230 человек, из которых мужчины составляли 50,93 %, женщины — соответственно 49,07 %. Плотность населения равнялась 7084 чел. на 1 км². Уровень грамотности населения составлял 55,1 % (при среднем по Бангладеш показателе 43,1 %).